# Rally di Svezia 2001
Il Rally di Svezia 2001, ufficialmente denominato 50th International Swedish Rally, è stata la seconda prova del campionato del mondo rally 2001 nonché la quarantanovesima edizione del Rally di Svezia e la ventiseiesima con valenza mondiale.

## Riepilogo
La manifestazione si è svolta dal 9 all'11 febbraio sugli sterrati innevati che attraversano le foreste della contea di Värmland con le prove speciali da svolgersi nella zona di Torsby, a nord di Karlstad, città sulla sponda nord del lago Vänern designata come base del rally.
L'evento è stato vinto dal finlandese Harri Rovanperä, navigato dal connazionale Risto Pietiläinen, al volante di una Peugeot 206 WRC (2000) della squadra Peugeot Total, al loro primo successo in un rally mondiale, davanti alla coppia svedese formata da Thomas Rådström e Christina Thörner su Mitsubishi Carisma GT Evo 6.5 della scuderia Marlboro Mitsubishi Ralliart, e a quella spagnola composta da Carlos Sainz e Luis Moya, alla guida di una Ford Focus RS WRC 01 del team Ford Motor Co. Ltd.. Sarà l'unica vittoria in carriera per Rovanperä e Pietiläinen.
Lo svedese Stig-Olov Walfridsson, navigato dal connazionale Lars Bäckman, ha invece conquistato la vittoria nella Coppa FIA piloti gruppo N su Mitsubishi Lancer Evo VI, mentre l'equipaggio danese formato da Henrik Lundgaard e Jens-Christian Anker si sono aggiudicati la classifica della Coppa FIA squadre, alla guida di una Toyota Corolla WRC della scuderia Toyota Castrol Team Denmark.

## Dati della prova
| Denominazione ufficiale             | International Swedish Rally |
| Edizione N°                         | 50 |
| Tappa N°                            | 2 di 14 |
| Data manifestazione                 | da venerdì 09/02/2001 a domenica 11/02/2001 |
| Sede ospitante                      | Karlstad (contea di Värmland, Svezia) |
| Sedi del parco assistenza           | Prima frazione: Torsby (contea di Värmland). Seconda frazione: Grängesberg (contea di Dalarna). Terza frazione: Torsby e Hagfors (contea di Värmland). |
| Superficie                          | Neve |
| Iscritti                            | 83 |
| Partiti                             | 78 |
| Arrivati                            | 41 (52,6%) |
| Prove speciali                      | 17 |
| Prova più breve                     | 2,00 km (PS12: Lugnet) |
| Prova più lunga                     | 49,36 km (PS4: Granberget) |
| Prova più lenta                     | velocità media di 60,00 km/h (PS12: Lugnet) |
| Prova più veloce                    | velocità media di 118,82 km/h (PS6: Sagfallet) |
| Lunghezza prove speciali            | 379,87 km (19,7% della distanza totale) |
| Lunghezza complessiva trasferimenti | 1552,59 km |
| Distanza totale                     | 1932,46 km |
| Media oraria del vincitore          | velocità media di 110,2 km/h (379,87 km in 3h27'01"1)                                                                                                  |

## Itinerario
| Frazione 1 (9 feb)  |        | 08:31  | Assistenza – Torsby (10 min)      | –        | 148,56 km |  |  |
| Frazione 1 (9 feb)  | PS1    | 09:11  | Bjalverud                         | 20,73 km | 148,56 km |  |  |
| Frazione 1 (9 feb)  | PS2    | 09:39  | Lonnhojden                        | 18,81 km | 148,56 km |  |  |
| Frazione 1 (9 feb)  | PS3    | 10:30  | Bogen                             | 12,77 km | 148,56 km |  |  |
| Frazione 1 (9 feb)  |        | 11:35  | Assistenza – Torsby (20 min)      | –        | 148,56 km |  |  |
| Frazione 1 (9 feb)  | PS4    | 13:10  | Granberget                        | 49,36 km | 148,56 km |  |  |
| Frazione 1 (9 feb)  |        | 14:57  | Assistenza – Torsby (20 min)      | –        | 148,56 km |  |  |
| Frazione 1 (9 feb)  | PS5    | 15:44  | Torntorp                          | 20,37 km | 148,56 km |  |  |
| Frazione 1 (9 feb)  | PS6    | 16:28  | Sagfallet                         | 26,47 km | 148,56 km |  |  |
| Frazione 1 (9 feb)  |        | 17:20  | Assistenza – Torsby (45 min)      | –        | 148,56 km |  |  |
|                     |        |        |                                   |          |           |  |  |
| Frazione 2 (10 feb) |        | 09:18  | Assistenza – Grängesberg (10 min) | –        | 133,76 km |  |  |
| Frazione 2 (10 feb) | PS7    | 10:04  | Kullen                            | 26,80 km | 133,76 km |  |  |
| Frazione 2 (10 feb) | PS8    | 10:45  | Nyhammar 1                        | 27,79 km | 133,76 km |  |  |
| Frazione 2 (10 feb) |        | 11:55  | Assistenza – Grängesberg (20 min) | –        | 133,76 km |  |  |
| Frazione 2 (10 feb) | PS9    | 13:28  | Fredriksberg                      | 34,60 km | 133,76 km |  |  |
| Frazione 2 (10 feb) | PS10   | 14:18  | Silkesborg                        | 15,30 km | 133,76 km |  |  |
| Frazione 2 (10 feb) |        | 14:50  | Assistenza – Grängesberg (20 min) | –        | 133,76 km |  |  |
| Frazione 2 (10 feb) | PS11   | 15:49  | Nyhammar 2                        | 27,79 km | 133,76 km |  |  |
| Frazione 2 (10 feb) | PS12   | 17:18  | Lugnet                            | 2,00 km  | 133,76 km |  |  |
| Frazione 2 (10 feb) |        | 18:55  | Assistenza – Grängesberg (45 min) | –        | 133,76 km |  |  |
|                     |        |        |                                   |          |           |  |  |
| Frazione 3 (11 feb) |        | 07:42  | Assistenza – Torsby (10 min)      | –        | 97,55 km  |  |  |
| Frazione 3 (11 feb) | PS13   | 08:46  | Sagen 1                           | 14,76 km | 97,55 km  |  |  |
| Frazione 3 (11 feb) | PS14   | 09:39  | Rammen 1                          | 23,40 km | 97,55 km  |  |  |
| Frazione 3 (11 feb) |        | 10:17  | Assistenza – Hagfors (20 min)     | –        | 97,55 km  |  |  |
| Frazione 3 (11 feb) | PS15   | 11:31  | Sagen 2                           | 14,76 km | 97,55 km  |  |  |
| Frazione 3 (11 feb) | PS16   | 12:24  | Rammen 2                          | 23,40 km | 97,55 km  |  |  |
| Frazione 3 (11 feb) |        | 13:12  | Assistenza – Hagfors (20 min)     | –        | 97,55 km  |  |  |
| Frazione 3 (11 feb) | PS17   | 14:05  | Hagfors                           | 21,10 km | 97,55 km  |  |  |
| Frazione 3 (11 feb) |        | 14:26  | Assistenza – Hagfors (20 min)     | –        | 97,55 km  |  |  |
| Totale              | Totale | Totale | Totale                            | Totale   | 379,87 km |  |  |

## Risultati

### Classifica
| Pos.                      | Nº       | Pilota                | Co-pilota            | Auto                          | Squadra                       | Classe        | Tempo     | Distacco | Punti    |
| Generale                  | Generale | Generale              | Generale             | Generale                      | Generale                      | Generale      | Generale  | Generale | Generale |
| ------------------------- | -------- | --------------------- | -------------------- | ----------------------------- | ----------------------------- | ------------- | --------- | -------- | -------- |
| 1.                        | 16       | Harri Rovanperä       | Risto Pietiläinen    | Peugeot 206 WRC (2000)        | Peugeot Total                 | WRC           | 3h27'01"1 | –        | 10       |
| 2.                        | 19       | Thomas Rådström       | Christina Thörner    | Mitsubishi Carisma GT Evo 6.5 | Marlboro Mitsubishi Ralliart  | WRC           | 3h27'29"0 | +27"9    | 6        |
| 3.                        | 3        | Carlos Sainz          | Luis Moya            | Ford Focus RS WRC 01          | Ford Motor Co. Ltd.           | WRC           | 3h27'38"1 | +37"0    | 4        |
| 4.                        | 23       | Toni Gardemeister     | Paavo Lukander       | Peugeot 206 WRC               | -                             | WRC           | 3h29'06"4 | +2'05"3  | 3        |
| 5.                        | 17       | François Delecour     | Daniel Grataloup     | Ford Focus RS WRC 01          | Ford Motor Co. Ltd.           | WRC           | 3h29'26"3 | +2'25"2  | 2        |
| 6.                        | 6        | Petter Solberg        | Phil Mills           | Subaru Impreza WRC2001        | Subaru World Rally Team       | WRC           | 3h29'49"6 | +2'48"5  | 1        |
| 7.                        | 44       | Daniel Carlsson       | Benny Melander       | Toyota Corolla WRC            | -                             | WRC           | 3h30'19"3 | +3'18"2  | -        |
| 8.                        | 9        | Kenneth Eriksson      | Staffan Parmander    | Hyundai Accent WRC            | Hyundai Castrol WRT           | WRC           | 3h30'36"9 | +3'35"8  | -        |
| 9.                        | 4        | Colin McRae           | Nicky Grist          | Ford Focus RS WRC 01          | Ford Motor Co. Ltd.           | WRC           | 3h31'29"9 | +4'28"8  | -        |
| 10.                       | 12       | Bruno Thiry           | Stéphane Prévot      | Škoda Octavia WRC Evo2        | Škoda Motorsport              | WRC           | 3h32'24"7 | +5'23"6  | -        |
| Coppa FIA piloti gruppo N |          |                       |                      |                               |                               |               |           |          |          |
| 1. (14.)                  | 28       | Stig-Olov Walfridsson | Lars Bäckman         | Mitsubishi Lancer Evo VI      | -                             | N4 / Gr. N    | 3h37'38"3 | –        | 10       |
| 2. (17.)                  | 27       | Kenneth Bäcklund      | Tord Andersson       | Mitsubishi Lancer Evo VI      | -                             | N4 / Gr. N    | 3h39'27"7 | +1'49"4  | 6        |
| 3. (18.)                  | 40       | Stig Blomqvist        | Ana Goñi             | Mitsubishi Lancer Evo VI      | David Sutton Cars Ltd         | N4 / Gr. N TC | 3h43'58"0 | +6'19"7  | 4        |
| 4. (20.)                  | 29       | Mats Jonsson          | Johnny Johansson     | Mitsubishi Lancer Evo VI      | -                             | N4 / Gr. N    | 3h46'07"9 | +8'29"6  | 3        |
| 5. (23.)                  | 53       | Saulius Girdauskas    | Žilvinas Sakalauskas | Mitsubishi Lancer Evo IV      | -                             | N4 / Gr. N    | 3h55'42"9 | +18'04"6 | 2        |
| 6. (26.)                  | 71       | Joakim Roman          | Ingrid Mitakidou     | Mitsubishi Lancer Evo V       | -                             | N4 / Gr. N    | 4h02'35"5 | +24'57"2 | 1        |
| Coppa FIA squadre         |          |                       |                      |                               |                               |               |           |          |          |
| 1. (15.)                  | 26       | Henrik Lundgaard      | Jens-Christian Anker | Toyota Corolla WRC            | Toyota Castrol Team Denmark   | WRC / TC      | 3h37'45"1 | –        | 10       |
| 2. (18.)                  | 40       | Stig Blomqvist        | Ana Goñi             | Mitsubishi Lancer Evo VI      | David Sutton Cars Ltd         | N4 / Gr. N TC | 3h43'58"0 | +6'12"9  | 6        |
| 3. (19.)                  | 33       | Janusz Kulig          | Jarosław Baran       | Ford Focus WRC 00             | Marlboro Ford Mobil 1 Team PL | WRC / TC      | 3h45'46"0 | +8'00"9  | 4        |
| 4. (24.)                  | 35       | Abdullah Bakhashab    | Bobby Willis         | Toyota Corolla WRC            | Toyota Team Saudi Arabia      | WRC / TC      | 3h56'47"3 | +19'02"2 | 3        |
| 5. (25.)                  | 39       | Frédéric Dor          | Didier Breton        | Subaru Impreza WRC2000        | F.Dor Rally Team              | WRC / TC      | 3h57'10"5 | +19'25"4 | 2        |
| 6. (28.)                  | 42       | Nigel Heath           | Steve Lancaster      | Subaru Impreza WRC99          | World Rally HIRE              | WRC / TC      | 4h06'54"4 | +31'57"5 | 1        |

| Principali ritiri | Principali ritiri | Principali ritiri | Principali ritiri  | Principali ritiri         | Principali ritiri            | Principali ritiri | Principali ritiri | Principali ritiri |
| PS                | Nº                | Pilota            | Copilota           | Auto                      | Squadra                      | Classe            | Causa             | Pos. rit.         |
| ----------------- | ----------------- | ----------------- | ------------------ | ------------------------- | ---------------------------- | ----------------- | ----------------- | ----------------- |
| PS 3              | 1                 | Marcus Grönholm   | Timo Rautiainen    | Peugeot 206 WRC (2000)    | Peugeot Total                | WRC               | Motore            | 9º                |
| PS 7              | 10                | Alister McRae     | David Senior       | Hyundai Accent WRC        | Hyundai Castrol WRT          | WRC               | Motore            | 13º               |
| PS 8              | 11                | Armin Schwarz     | Manfred Hiemer     | Škoda Octavia WRC Evo2    | Škoda Motorsport             | WRC               | Incidente         | 11º               |
| PS 15             | 2                 | Didier Auriol     | Denis Giraudet     | Peugeot 206 WRC (2000)    | Peugeot Total                | WRC               | Trasmissione      | 6º                |
| PS 17             | 7                 | Tommi Mäkinen     | Risto Mannisenmäki | Mitsubishi Lancer Evo 6.5 | Marlboro Mitsubishi Ralliart | WRC               | Incidente         | 2º                |

Legenda

Pos. = posizione; Nº = numero di gara; PS = prova speciale; Pos. rit. = posizione detenuta prima del ritiro.
| Icona | Classe                                                                                                 |
| ----- | --- |
| WRC   | Equipaggio di classe A8 (World Rally Car) che può conquistare punti per il campionato costruttori.     |
| WRC   | Equipaggio di classe A8 (World Rally Car) che non può conquistare punti per il campionato costruttori. |
| Gr. N | Equipaggio registrato alla Coppa FIA piloti gruppo N.                                                  |
| S1600 | Equipaggio registrato alla Coppa FIA piloti Super 1600.                                                |
| TC    | Equipaggio registrato alla Coppa FIA squadre (FIA Team Cup).                                           |
|       | Ulteriori classificazioni.                                                                             |

### Prove speciali
| Frazione            | Prova | Ora   | Nome         | Lunghezza | Vincitori                         | Tempo   | Velocità media | Leader del rally                  |
| ------------------- | ----- | ----- | ------------ | --------- | --------------------------------- | ------- | -------------- | --------------------------------- |
| Frazione 1 (9 Feb)  | PS1   | 09:11 | Bjalverud    | 20,73 km  | Marcus Grönholm Timo Rautiainen   | 11'05"3 | 112,2 km/h     | Marcus Grönholm Timo Rautiainen   |
| Frazione 1 (9 Feb)  | PS2   | 09:39 | Lonnhojden   | 18,81 km  | Harri Rovanperä Risto Pietiläinen | 10'41"5 | 105,6 km/h     | Harri Rovanperä Risto Pietiläinen |
| Frazione 1 (9 Feb)  | PS3   | 10:30 | Bogen        | 12,77 km  | Richard Burns Robert Reid         | 7'31"7  | 101,8 km/h     | Thomas Rådström Christina Thörner |
| Frazione 1 (9 Feb)  | PS4   | 13:10 | Granberget   | 49,36 km  | Colin McRae Nicky Grist           | 24'55"6 | 118,8 km/h     | Thomas Rådström Christina Thörner |
| Frazione 1 (9 Feb)  | PS5   | 15:44 | Torntorp     | 20,37 km  | Colin McRae Nicky Grist           | 10'30"0 | 116,4 km/h     | Carlos Sainz Luis Moya            |
| Frazione 1 (9 Feb)  | PS6   | 16:28 | Sagfallet    | 26,47 km  | Colin McRae Nicky Grist           | 13'22"3 | 118,8 km/h     | Carlos Sainz Luis Moya            |
|                     |       |       |              |           |                                   |         |                | Carlos Sainz Luis Moya            |
| Frazione 2 (10 Feb) | PS7   | 10:04 | Kullen       | 26,80 km  | Colin McRae Nicky Grist           | 14'08"9 | 113,7 km/h     | Carlos Sainz Luis Moya            |
| Frazione 2 (10 Feb) | PS8   | 10:45 | Nyhammar 1   | 27,79 km  | Colin McRae Nicky Grist           | 14'43"4 | 113,2 km/h     | Carlos Sainz Luis Moya            |
| Frazione 2 (10 Feb) | PS9   | 13:28 | Fredriksberg | 34,60 km  | Colin McRae Nicky Grist           | 19'21"7 | 107,2 km/h     | Harri Rovanperä Risto Pietiläinen |
| Frazione 2 (10 Feb) | PS10  | 14:18 | Silkesborg   | 15,30 km  | Colin McRae Nicky Grist           | 7'52"6  | 116,5 km/h     | Harri Rovanperä Risto Pietiläinen |
| Frazione 2 (10 Feb) | PS11  | 15:49 | Nyhammar 2   | 27,79 km  | Tommi Mäkinen Risto Mannisenmäki  | 14'50"2 | 112,4 km/h     | Harri Rovanperä Risto Pietiläinen |
| Frazione 2 (10 Feb) | PS12  | 17:18 | Lugnet       | 2,00 km   | Harri Rovanperä Risto Pietiläinen | 2'00"0  | 60,0 km/h      | Harri Rovanperä Risto Pietiläinen |
|                     |       |       |              |           |                                   |         |                | Harri Rovanperä Risto Pietiläinen |
| Frazione 3 (11 Feb) | PS13  | 08:46 | Sagen 1      | 14,76 km  | Richard Burns Robert Reid         | 7'55"4  | 111,8 km/h     | Harri Rovanperä Risto Pietiläinen |
| Frazione 3 (11 Feb) | PS14  | 09:39 | Rammen 1     | 23,40 km  | Richard Burns Robert Reid         | 12'11"8 | 115,1 km/h     | Harri Rovanperä Risto Pietiläinen |
| Frazione 3 (11 Feb) | PS15  | 11:31 | Sagen 2      | 14,76 km  | Richard Burns Robert Reid         | 7'54"6  | 112,0 km/h     | Harri Rovanperä Risto Pietiläinen |
| Frazione 3 (11 Feb) | PS16  | 12:24 | Rammen 2     | 23,40 km  | Richard Burns Robert Reid         | 12'16"2 | 114,4 km/h     | Harri Rovanperä Risto Pietiläinen |
| Frazione 3 (11 Feb) | PS17  | 14:05 | Hagfors      | 21,10 km  | Richard Burns Robert Reid         | 12'26"8 | 102,2 km/h     | Harri Rovanperä Risto Pietiläinen |

## Classifiche mondiali
Classifica piloti
| Pos. | Pos. | Pilota            | Punti |
| ---- | ---- | ----------------- | ----- |
| 1    |      | Tommi Mäkinen     | 10    |
| 1    | N    | Harri Rovanperä   | 10    |
| 3    | 1    | Carlos Sainz      | 10    |
| 4    | N    | Thomas Rådström   | 6     |
| 5    | 2    | François Delecour | 6     |
| 6    | 1    | Toni Gardemeister | 5     |
| 7    | 3    | Armin Schwarz     | 3     |
| 8    | 2    | Freddy Loix       | 1     |
| 9    | N    | Petter Solberg    | 1     |

Classifica costruttori WRC
| Pos. | Pos. | Squadra                      | Punti |
| ---- | ---- | ---------------------------- | ----- |
| 1    |      | Marlboro Mitsubishi Ralliart | 23    |
| 2    |      | Ford Motor Co. Ltd.          | 14    |
| 3    |      | Škoda Motorsport             | 6     |
| 4    |      | Hyundai Castrol WRT          | 5     |
| 5    | N    | Subaru World Rally Team      | 4     |

Legenda: Pos.= Posizione;  N = In classifica per la prima volta.